# San Román Mártir (título cardenalicio)
San Román Mártir es un título cardenalicio de la Iglesia Católica. Fue instituido por el papa Francisco en 2015.

## Titulares
- Berhaneyesus Demerew Souraphiel, C.M. (14 de febrero de 2015)